# Rudolf Kuznezow
Rudolf Kuznezow (* 30. April 1925) ist ein ehemaliger deutscher Fußballspieler. 

## Karriere
Rudolf Kuznezow kam 1952 vom VfB Friedrichshafen zu den Stuttgarter Kickers. Dort absolvierte er 13 Spiele in der Oberliga Süd.